# Johannes XIV
Johannes XIV, född Pietro Canepanora i Pavia, död 20 augusti 984 i fängelset Castel Sant'Angelo i Rom, var påve från december 983 till sin död några månader senare, den 20 augusti 984.

## Biografi
Pietro Canepanova var född i Pavia, hade först varit kejserlig kansler i Italien, och var från 966 biskop av Pavia. År 981 upphöjdes han till kardinalpräst av Benedictus VII.
Sedan påve Benedictus VII avlidit, valdes han till efterträdare med kejsar Otto II:s godkännande, och kröntes till påve i december 983, varmed han antog namnet Johannes XIV. Johannes var Ottos andrahandsval.
Den 7 december samma år avled den unge kejsaren Otto II i Rom, och Johannes fick då som påve i uppgift att förbereda honom för döden, och han begravdes i Peterskyrkan. Ottos efterträdare, sonen Otto III, var endast tre år gammal.
Romerska anhängare till huset Crescentius hade låtit utse Bonifatius VII till motpåve 974, och när denne motpåve fick höra nyheten om kejsarens död där han befann sig i Konstantinopel, beslutade han sig för att återvända till Rom, vilket han gjorde i april 984. Med sig hade Bonifatius alla sina anhängare. De tillfångatog Johannes och kastade honom i Castel Sant'Angelo medan Bonifatius intog påvetronen.
Efter fyra månader i fångenskap avled Johannes där den 20 augusti 984. Dödsorsaken var antingen svält och misär, eller mord som beordrats av Bonifatius.